# Низькочастотне сейсмічне зондування
Низькочастотне сейсмічне зондування, НСЗ — метод сейсмічної розвідки, який базується на ефекті аномальної низькочастотної (1-10 Гц) енергії поздовжніх пружних коливань в спектрі природного сейсмічного фону над покладами вуглеводнів. Теорія методу заснована на механіці флюїдонасиченої тріщинувато-поруватого середовища. В однорідному геологічному середовищі природні мікросейсми мають монотонне розсіяння сейсмічної енергії за спектром. Геологічні неоднорідності, такі як, границя осадовий чохол — кристалічний фундамент, дизюнктивні порушення, поклади вуглеводнів, соляні товщі створюють перерозподіл сейсмічної енергії, що призводить до утворення чітко окреслених максимумів спектральної характеристики сигналу. Спектральні максимуми, спричинені різними геологічними неоднорідностями, мають свої характерні ознаки. Нафтонасичений колектор утворює сильну спектральну аномалію, що дає змогу оцінки складу флюїду в ньому.